# Рассолов, Илья Михайлович
Рассо́лов Илья Михайлович (Ilya Rassolov, родился 25 февраля 1975 года в Москве) — российский учёный, юрист, писатель, общественный деятель, специалист по информационному праву, теории права и управления, доктор юридических наук, профессор.
Член Союза писателей Москвы (рекомендации Риммы Казаковой, Андрея Вознесенского). Принят в 2004 году решением Президиума Союза писателей Москвы.
С 2004 по 2009 год сотрудничал с рядом российских радиостанций, работая автором еженедельной программы на радио по правовому просвещению.
Автор новой для российской юридической науки концепции интернет-права (в широком смысле – кибернетического права). В Монографии «Право и Интернет» 2003 года впервые ввел в понятийный аппарат права такие новые понятия как «интернет-право», «смарт-контракт», «сетевой договор», «мягкий электронный товар», «интернет-спор». На страницах монографической работы 2003 года (а также 2009 и 2021) ввел в оборот понятие «сетевого договора» («смарт-контракта»), что вызвало немалую дискуссию в научном сообществе.
И. М. Рассолов является автором научных трудов по цифровому праву; кибернетическому праву; искусственному интеллекту; гражданскому праву; коммерческому праву; информационной безопасности; геному.

## Биография
В 1997 году закончил Московскую государственную юридическую академию по специальности «Юриспруденция».
В 1999 году защитил кандидатскую диссертацию на тему: «Управление в сфере предпринимательства» в Российской академии государственной службы при Президенте Российской Федерации.
В 2009 году в Российской правовой академии Министерства юстиции Российской Федерации защитил докторскую диссертацию на тему: «Право и Интернет: теоретические проблемы».
Сотрудничал с рядом общественных организаций, вёл авторскую программу на  радио.

## Научная и преподавательская деятельность
С 1997 года занимается научно-преподавательской деятельностью.
И. М. Рассолов является профессором ряда российских и европейских университетов.
С 2009 по 2017 год заведующий кафедрой информационного и предпринимательского права Российского экономического университета имени Г.В. Плеханова.
С 2017 по 2019 год заведующий кафедрой информационного права и цифровых технологий Московского государственного юридического университета им. О.Е. Кутафина (МГЮА).
С 2019 по 2024 год заведующий кафедрой образовательного и информационного права Московского государственного педагогического университета (МГПУ).
И. М. Рассолов внес значительный вклад в научно-образовательную деятельность, разработав новые учебные программы по подготовке специалистов в области информационного права, теории государства и права, информационному менеджменту, таможенному делу.
Автор первой в стране магистерской программы «IT-Law» при Московском государственном юридическом университете им. О.Е. Кутафина (МГЮА).
Автор магистерской программы «Юрист в сфере информационного права и цифровой экономики» в Московском государственном педагогическом университете (МГПУ).
Автор магистерской программы «Цифровое право и управление» в Государственному университете управления (ГУУ).
И. М. Рассолов обладает  рядом патентов на изобретения и свидетельств о результатах интеллектуальной деятельности.

### Вклад в науку
Автор концепции права кибернетического пространства (интернет-права).  Предложил новый подход к теоретическим проблемам взаимодействия права и киберпространства как социальных явлений. И. М. Рассолов обозначил основные принципы и условия действия позитивного права в киберпространстве (физическая модель «пространство-время»). Комплексно рассмотрел тему интернет-отношений, впервые выделил их признаки и классифицировал по видам. Исследовал и определил взаимодействие кибернетического права с цифровым правом, сетевым правом, медиаправом, а также сформулировал новую концепцию права гуманитарных технологий, выявил связь киберправа с наукой о жизни.
Именно в работах И. М. Рассолова впервые была подробно рассмотрена концепция «сетевых договоров» (смарт-контрактов) и было дано определение «мягких цифровых товаров», «цифрового имущества», «цифровых следов», а также новых механизмов следообразования. Он выделил пять принципов интернет-права, которые легли в основу правопонимания кибернетического права.
Разработал и внедрил в учебный процесс ряд учебных дисциплин, среди которых «Интернет-право», «Правовые проблемы кибербезопасности», «Правовое регулирование электронной коммерции», «Практика разрешения информационных споров», «Управление IT-проектами», «Медиаправо», «Сетевое право». Учебная дисциплина «Интернет-право» преподается в российских и зарубежных университетах.
В учебнике «Информационное право» 2010 года впервые был сформулирован предмет информационного права (десять видов информационных отношений). Впоследствии были сделаны выводы о выделении новых информационных отношений с участием искусственного интеллекта. Их он назвал «отношениями соучастия» («соучастными отношениями»), которые в предисловии книги «Право и Интернет» 2021 года, известный юрист Ю.М. Батурин предложил ему именовать «когерентными отношениями».
И. М. Рассоловым были выделены пять признаков, по которым информационное право обособляется в системе права в качестве комплексной отрасли. Раскрыты шесть функций этой отрасли (две основные и четыре специальные). Были сформулированы три цели и две задачи развития информационного законодательства на будущие двадцать лет.
В последующих изданиях учебников доказано, что цифровое право представляет собой формирующуюся подотрасль информационного права. А в Монографии «Право и Интернет» 2021 года показано, что цифровые отношения это всего лишь форма реализации фактических информационных отношений.
Сделан научный вывод о соотношении таких понятий как «пространство», «информационная сфера» и «цифровая среда». Обосновано, что отдельно от информационного права цифровое право существовать не может. В работах утверждается, что цифровое право конечно, тогда как теория кибернетического права будет применима и в будущем (авторский концепт «координатной сетки»), когда взаимодействие человека и робота будет не только и не столько цифровым. Доказано, что кибернетическое право решает важную задачу для юридической науки: проблему действия позитивного права в кибернетическом пространстве.
Он выделил четыре типа людей в будущем, а также предложил новые механизмы регулирования поведения людей в цифровой среде нового тактильного Интернета за пределами 2050-2060 годов (Интернета-2 и Интернета-3). Сделаны определённые научные обобщения и предложения по поводу регуляторных механизмов воздействия будущей мозгосети, а также правовом режиме новых квазисубъектов – «электронных лиц». Гипотеза, высказанная в монографии «Право и Интернет» 2009 года  о появлении общества, обладающего элементами так называемого «коллективного разума» вызвала широкую дискуссию в научном сообществе. Отдельный интерес представляют суждения И. М. Рассолова о появлении новых индивидов информационного общества – фланёров, их мотивации, ценностях и интересах, а также предназначении в будущем.
В 2019-2021 году совместно с доцентом С. Г. Чубуковой им был обоснован новый институт права - институт правового обеспечения генетической информации.

## Общественная деятельность
- Член Союза писателей Москвы[1].
- Член Общественного совета при  ГУ МВД России по городу Москве[25].
- Член Общественного совета при Прокуратуре города Москвы по защите малого и среднего бизнеса[26].
- Член Общественного совета Московского бюро по правам человека[27].
- Ассоциированный арбитр специализированной коллегии Арбитражного центра при РСПП[28].
- Главный редактор научного журнала «Актуальные проблемы административного права и процесса»[29].
- Член редакционного совета научного журнала «Вестник Университета имени О.Е. Кутафина (МГЮА)»[30], журнала «Коммерческое право» [31], журнала «Ученые труды Российской академии адвокатуры и нотариата»[32], журнала «"Lex russica" (Русский закон)»[33], журнала «Юридическая наука в Китае и России»[34], журнала «Пробелы в российском законодательстве»[35], журнала «Проблемы экономики и юридической практики»[36], журнала «Вестник Московского государственного областного университета»[37].

## Творчество
Автор литературных сборников:  «В стране воспоминаний», «Свет Храма», «Суета немых картин», «Аномалия», «Мексиканка».

## Награды и звания
- Золотая медаль Преподобного Сергия Радонежского I степени, 1997 год.
- Медаль Святителя Кирилла Туровского от Экзарха всея Беларуси Филарета, 2007 год.
- Медаль «25 лет Федеральной таможенной службе» за разработку Таможенного кодекса Таможенного союза, 2016 год.
- Награжден также рядом ведомственных наград, имеет почетные звания[11].